# Erwin l'Ami
Erwin l'Ami (nascut el 5 d'abril de 1985 a Woerden) és un jugador d'escacs neerlandès, que té el títol de Gran Mestre des de 2005.

## Resultats destacats en competició
A Gausdal l'any 2004, va guanyar el torneig, per davant de Magnus Carlsen i tot i que s'esperava que acabés cap a la meitat de la taula. Aviat va complir els requisits per al títol de Mestre Internacional, que va obtenir el mateix any. Va esdevenir professional a temps complet l'any 2005, i va fer les normes necessàries per obtenir el títol de Gran Mestre. Durant aquest període, va acabar segon empatat al torneig Essent, va ser co-guanyador del fort torneig "B" de Karabakh i va puntuar bé al torneig "C" de Wijk aan Zee Corus, obtenint una plaça al torneig "B" de 2006.
A l'Olimpíada de Torí 2006, va jugar un petit però útil paper a la selecció nacional amb una puntuació molt respectable de 3,5/5. Aleshores, el seu Elo reflectia la consistència de les seves actuacions i va superar la marca dels 2600 a principis del 2007. Treballar amb un nou entrenador (GM Vladimir Chuchelov) va ser un altre motiu del seu progrés continuat. Al Campionat d'Europa d'escacs per equips a Heraklion el 2007, va aportar una altra bona puntuació (4,5/8) al total de l'equip holandès.
El 2008 va ser un any gratificant per a l'Ami. Va acabar empatat al segon lloc al Campionat d'Europa individual de Plovdiv, tot i que va perdre en la lluita per les medalles després d'un play-off a vuit. Posteriorment, va participar al campionat d'escacs obert individual de la UE a Liverpool, mantenint el contacte amb el grup líder tot i que va acabar empatat al cinquè lloc, al costat dels seus compatriotes Sergei Tiviakov i Jan Smeets.
Va participar en la Copa del Món d'escacs 2009 i va ser noquejat per Krishnan Sasikiran a la primera ronda.
El 2010, L'Ami va ajudar a Veselin Topalov en el seu matx del Campionat del Món contra Viswanathan Anand.
El 2014, L'Ami va participar en un matx a chess.com contra Jan Smeets, que va guanyar.
El 2015, va guanyar l'Open de Reykjavík amb un 8,5/10.
L'Ami és conegut per la seva habilitat en els escacs ràpids i fins i tot en les formes més extremes d'escacs ràpids, on per exemple, cada jugador només té 1 minut per a tota la partida. El seu nick a Internet Chess Club és "Woef".

## Segon d'escacs
L'any 2008 l'Ami va començar a treballar com a segon d'Ivan Cheparinov després que els dos s'haguessin conegut en un torneig i es fessin amics. Principalment, es va comprometre a ajudar Cheparinov a l'esdeveniment d'elit Sofia M-Tel Masters i es va beneficiar no només del treball teòric que van dur a terme junts, sinó també de la visió que va obtenir sobre els escacs a aquest nivell. En una entrevista concedida després de l'acte, va considerar que l'experiència havia estat "inspiradora". Juntament amb Cheparinov i Francisco Vallejo Pons, va servir com a segon de Veselin Topalov en el Challengers Match de febrer de 2009 contra Gata Kamsky. Des de llavors ha servit com a segon d'Anish Giri.

## Vida personal
Està casat amb Alina l'Ami, MI i Gran Mestra romanesa.